# Podolí nad Olšavou
Podolí (deutsch Podoly, 1939–45: Podol) ist eine Gemeinde in Tschechien. Sie liegt sechs Kilometer südöstlich von Uherské Hradiště und gehört zum Okres Uherské Hradiště.

## Geographie
Podolí erstreckt sich unterhalb der Einmündung des Baches Podolský potok am linken Ufer der Olšava. Das Dorf liegt im Bergland Vizovická vrchovina zwischen den Hügeln der Hlucká pahorkatina und Prakšická pahorkatina. Im Norden erhebt sich die Rovnina (336 m), nordöstlich der Milonín (323 m), im Südosten der Myšince (352 m) sowie im Süden der Kamenný (348 m) und Hluboček (351 m). Nördlich des Dorfes verläuft am gegenüberliegenden Flussufer die Europastraße 50/Staatsstraße I/50 von Brno nach Trenčín und dahinter die Bahnstrecke Brno–Vlárský průsmyk. Die nächste Bahnstation ist Popovice u Uherského Hradiště. Gegen Norden befindet sich der Naturpark Prakšická pahorkatina.
Nachbarorte sind Popovice im Norden, Hradčovice und Veletiny im Osten, Vlčnov im Südosten, Hluk im Süden, Míkovice im Südosten, Vésky im Westen sowie Sady und Mařatice im Nordwesten.

## Geschichte
Die erste schriftliche Erwähnung des zu den Besitzungen des Klosters Velehrad gehörigen Dorfes erfolgte 1228 als Dolní Popovice. Zusammen mit Horní Popovice war es 1220 durch Ottokar I. Přemysl den Zisterziensern geschenkt worden. Im Jahre 1401 wurde das Dorf erstmals als Podolí bezeichnet. Zu dieser Zeit hatte hier bis 1416 Prokop von Podolí seinen Sitz. Nach der Zerstörung des Klosters durch die Hussiten bemächtigte sich Burian von Vlčnov der Güter, so dass der Velehrader Abt Stephan am Landesgericht auf Rückgabe klagte. Dabei wurde 1428 auch eine Mühle und ein Hof mit Weinberg erwähnt. 1467 verpfändete das Kloster die Dörfer Podolí und Popovice gegen 200 Silberpfund an die Stadt Hradiště. Nachdem das Kloster das Pfand nie ausgelöst hatte, ging Podolí 1528 eigentümlich an die Stadt über. Der Weinberg erlosch im 17. Jahrhundert. 1663 wurde das ganze Dorf durch beim Einfall der Ungarn niedergebrannt. Bei weiteren Einfällen feindlicher Truppen wurde Podolí in den Jahren 1683 und 1709 erneut teilweise in Brand gesteckt. Das älteste Ortssiegel stammt von 1698; es zeigt ein achtspeichiges Wagenrad, wie es die Herren von Veletiny im Wappen führten. Pfarrort war ursprünglich Derfle, im 18. Jahrhundert wurde Podolí nach Kunovice umgepfarrt und kam 1784 wieder zur Pfarre Derfle zurück. In der zweiten Hälfte des 18. Jahrhunderts hatte das Dorf knapp 370 Einwohner. 1843 lebten in den 73 Häusern von Podolí 410 Menschen. Bis zur Mitte des 19. Jahrhunderts blieb Podolí immer zum Großgut Uherské Hradiště untertänig.
Nach der Aufhebung der Patrimonialherrschaften bildete Podolí/Podoly ab 1850 eine Gemeinde im Bezirk Ungarisch Hradisch. Im Jahre 1869 lebten in Podolí 472 Personen. 1888 wurde die Wlarabahn errichtet. Seit 1913 ist Podolí nach Popovice gepfarrt. 1930 hatte das Dorf 704 Einwohner und 1964 erreichte der Ort mit 918 Personen seine höchste Einwohnerzahl.

## Gemeindegliederung
Für die Gemeinde Podolí sind keine Ortsteile ausgewiesen.

## Sehenswürdigkeiten
- Kirche
- Glockenturm
- Aussichtsturm auf der Rovnina, der zwischen 2001 und 2003 errichtete 49,5 m hohe Sendeturm von EUROTEL Praha wurde in 23,93 m Höhe mit einer Aussichtsplattform versehen.
- Naturpark Prakšická pahorkatina
- Naturreservat Olšava, unbegradigter Flussabschnitt der Olšava, westlich des Dorfes